# عسقول (فطر)
عسقول أو درنة (الاسم العلمي: Tuber)، جنس فطور من فصيلة العسقوليات، ويعود تاريخها الجزيئي إلى نهاية العصر الجوراسي (156 مليون سنة مضت). ويشمل عدة أنواع من الكمء التي تحظى بتقدير كبير بوصفها أطعمة شهية.

## الاكتشافات الجديدة
في عام 2015، أُكتشف نوع جديد من العسقول وهو Tuber petrophilum (القريب من Tuber melanosporum وTuber brumale) في جبال الألب الدينارية (جنوب شرق أوروبا، صربيا). وفي عام 2016، أُكتشف نوعين جديدين في البرازيل. Tuber floridanum (مع الاسم التجاري Trufa Sapucaya الذي يعني "نسمة الغواراني الأخيرة")، وTuber brennemanii التي تنمو بالاشتراك مع جذور البقان.

## التأثيل
كلمة Tuber (لاتينية) تعني ناتئ أو بارز وتقابلها في القواميس العربية كلمة عسقول ودرنة. والعسقول في المعاجم العربية ضرب من الكمأة أَبيض اللَّوْن. ومن أنواع جنس العسقول الكمأة البيضاء (Tuber magnatum)

## روابط خارجية
- "The Lightning and the Truffle". University of Wisconsin–La Crosse. مؤرشف من الأصل في 2022-01-24.